# Tuniszki
Tuniszki (deutsch Upidamischken, 1938 bis 1945 Altenzoll) ist ein kleines Dorf in der polnischen Woiwodschaft Ermland-Masuren und gehört zur Landgemeinde Dubeninki (Dubeningken, 1938 bis 1945 Dubeningen) im Kreis Gołdap (Goldap).

## Geographie
Tuniszki liegt 21 Kilometer östlich der Kreisstadt Gołdap südöstlich des Loyer Sees (1938 bis 1945: Loier See, polnisch Jezioro Przerośl). In unmittelbarer Ortsnähe verläuft die Grenze zwischen den Woiwodschaften Ermland-Masuren und Podlachien, die ihrerseits mit kleinen Abweichungen die einstige deutsch-polnische Staatsgrenze markiert.

## Geschichte
Gegründet wurde das seinerzeit Uppidamiskeinen genannte Dorf im Jahre 1557/1558. In den nachfolgenden Jahren wurde es Tunnischken (vor 1730), Uppidamischkehmen (vor 1740), Tunischken (um 1785) und Upidamischken (bis 1938) genannt. Vor 1945 bestand der Ort aus einigen wenigen kleinen Gehöften sowie einem Zollhaus.
Im Jahre 1874 wurde der Ort in den neu errichteten Amtsbezirk Loyen eingegliedert, der – 1939 in „Amtsbezirk Loien“ umbenannt – bis 1945 bestand und zum Kreis Goldap im Regierungsbezirk Gumbinnen der preußischen Provinz Ostpreußen gehörte.
Die Einwohnerzahl Upidamischkens betrug im Jahre 1910 70. Sie verringerte sich bis 1933 auf 46 und stieg bis 1939 auf 50.
Am 3. Juni – offiziell bestätigt am 16. Juli – des Jahres 1938 erhielt Upidamischken die Umbenennung in „Altenzoll“.
In Kriegsfolge kam das Dorf 1945 zu Polen und erhielt die Bezeichnung „Tuniszki“. Es ist heute nur noch eine kleine Siedlung und eine Ortschaft im Verbund der Gmina Dubeninki im Powiat Gołdapski in der Woiwodschaft Ermland-Masuren.

## Kirche
Die weitaus größte Mehrheit der Bevölkerung Upidamischkens bzw. Altenzolls war vor 1945 evangelischer Konfession. Der Ort gehörte zum Kirchspiel der Kirche Dubeningken im Kirchenkreis Goldap innerhalb der Kirchenprovinz Ostpreußen der Kirche der Altpreußischen Union. Die wenigen Katholiken gehörten zur Pfarrei in Goldap im Bistum Ermland.
Nach 1945 änderten sich die Verhältnisse: die Mehrheit der Einwohnerschaft ist katholisch und ist nun nach Dubeninki orientiert, wo die einstige evangelische Kirche nun ihre Pfarrkirche ist. Sie ist Teil des Dekanats Filipów im Bistum Ełk (Lyck) der Katholischen Kirche in Polen. Hier lebende evangelische Kirchenglieder sind in die Kirchengemeinde Gołdap eingegliedert, einer Filialgemeinde von Suwałki in der Diözese Masuren der Evangelisch-Augsburgischen Kirche in Polen.

## Verkehr
Tuniszki liegt an einer Nebenstraße, die die Woiwodschaftsstraße DW 651 bei Linowo (Linnawen, 1938 bis 1945 Linnau) mit der Woiwodschaftsstraße DW 652 bei Jemieliste verbindet und damit Bindeglied zwischen den Woiwodschaften Ermland-Masuren und Podlachien ist. Eine Bahnanbindung besteht nicht mehr, seit die auch „Kaiserbahn“ genannte Bahnstrecke Goldap–Szittkehmen (Wehrkirchen) mit der nächstgelegenen Bahnstation Dubeningken/Dubeninki in Kriegsfolge außer Betrieb genommen wurde.

## Persönlichkeiten
- Hugo Gross (1888–1968), Botaniker